# CS Grevenmacher
A CS Grevenmacher egy luxemburgi labdarúgócsapat. Székhelye Grevenmacherben van, jelenleg az első osztályban szerepel. Eddig 1 alkalommal nyerte meg a luxemburgi bajnokságot, illetve 3 alkalommal hódította el a nemzeti kupát.

## Története
A klubot 1909-ben Stade Mosellan néven alapították, jelenlegi nevét 1919-ben kapta.
A náci megszállás alatt a klub neve a németesítés miatt FK Grevenmacher-re változott. Eredeti nevét 1944-től használhatta ismét.
Az első osztályban először az 1949–50-es szezonban játszhatott. 1951-ben bejutott a kupadöntőbe, ám ott újrajátszás után vereséget szenvedett az SC Tétange-tól. Az 1990-es évekre a Grevenmacher luxemburgi élcsapattá nőtte ki magát, 1994-ben bajnoki második helyet, 1995-ben kupagyőzelmet ünnepelhetett, majd 2003-ig újabb hat alkalommal végzett a bajnokság második helyén, mígnem 2003-ban sikerült megnyernie azt. Ebben az évben a duplázás is sikerült, a bajnoki cím mellé a nemzeti kupatrófeát is begyűjtötte. 1992 óta a csapat mindössze egyszer végzett a bajnokság második felében.

## Sikerek
- Bajnokság

Győztes (1): 2002–03
Második (7): 1993–94, 1994–95, 1995-96, 1996-97, 1999-00, 2000-01, 2001-02
- Kupa

Győztes (3): 1994-95, 2002-03
Második (4): 1950-51, 1952-53, 1953-54, 1958-59

## Nemzetközi eredményei

### Összesítve
| Kupa                        | J  | Gy | D | V  | Rg | Kg |
| --------------------------- | -- | -- | - | -- | -- | -- |
| Bajnokok Ligája             | 2  | 0  | 1 | 1  | 0  | 2  |
| UEFA-kupa                   | 14 | 2  | 1 | 11 | 12 | 43 |
| Kupagyőztesek Európa-kupája | 4  | 1  | 0 | 3  | 5  | 12 |
| Intertotó-kupa              | 4  | 0  | 2 | 2  | 3  | 13 |
| Összesítve                  | 24 | 3  | 4 | 17 | 20 | 70 |

### Szezonális bontásban
| Szezon    | Kupa            | Forduló         | Ellenfél              | Eredmény | Eredmény |
| Szezon    | Kupa            | Forduló         | Ellenfél              | 1. m.    | 2. m.    |
| --------- | --------------- | --------------- | --------------------- | -------- | -------- |
| 1994–1995 | UEFA-kupa       | Selejtezőkör    | Rosenborg             | 1–2 (h)  | 0–6 (i)  |
| 1995–1996 | KEK             | Selejtezőkör    | KR                    | 3–2 (h)  | 0–2 (i)  |
| 1996–1997 | UEFA-kupa       | Előselejtező    | Dinamo Tbiliszi       | 0–4 (i)  | 2–2 (h)  |
| 1997–1998 | UEFA-kupa       | 1. selejtezőkör | Hajduk Split          | 1–4 (h)  | 0–2 (i)  |
| 1998–1999 | KEK             | Selejtezőkör    | Rapid Bucureşti       | 2–6 (h)  | 0–2 (i)  |
| 2000–2001 | UEFA-kupa       | Selejtezőkör    | HJK                   | 1–4 (i)  | 2–0 (h)  |
| 2001–2002 | UEFA-kupa       | Selejtezőkör    | AÉK                   | 0–6 (i)  | 0–2 (h)  |
| 2002–2003 | UEFA-kupa       | Selejtezőkör    | Anórthoszi Ammohósztu | 0–3 (i)  | 2–0 (h)  |
| 2003–2004 | Bajnokok Ligája | Selejtezőkör    | Leotar Trebinje       | 0–0 (h)  | 0–2 (i)  |
| 2004      | Intertotó-kupa  | 1. forduló      | Tampere United        | 1–1 (h)  | 0–0 (i)  |
| 2006      | Intertotó-kupa  | 1. forduló      | FC Nitra              | 2–6 (i)  | 0–6 (h)  |
| 2008–2009 | UEFA-kupa       | 1. selejtezőkör | FH                    | 2–3 (i)  | 1–5 (h)  |

;Megjegyzések
- i = idegenbeli mérkőzés

## Jelenlegi keret
2009. február 18. szerint.
| #  |           | Poszt | Név               |
| -- | --------- | ----- | ----------------- |
| 1  | Luxemburg | K     | Marc Oberweis     |
| 2  | Luxemburg | V     | Paul Engel        |
| 3  | GER       | KP    | Volker Schmitt    |
| 4  | Luxemburg | V     | Mehdi Makhloufi   |
| 5  | FRA       | V     | Rhalid Benichou   |
| 6  | GER       | KP    | Eric Wolff        |
| 7  | FRA       | KP    | Thierry Steinmetz |
| 8  | Luxemburg | CS    | Daniel Huss       |
| 9  | GER       | CS    | Mark Weber        |
| 11 | Luxemburg | KP    | Sven Di Domenico  |
| 15 | Luxemburg | V     | Tom Siebenaler    |
| 16 | Luxemburg | KP    | Mathias Jänisch   |

| #  |           | Poszt | Név                |
| -- | --------- | ----- | ------------------ |
| 17 | FRA       | CS    | Sebastien Hoffmann |
| 18 | GER       | CS    | Michael Fleck      |
| 19 | GER       | KP    | Nino Helbig        |
| 20 | Luxemburg | CS    | Tom Munoz          |
| 21 | Luxemburg | KP    | Igor Stojadinovic  |
| 22 | Luxemburg | V     | Tim Heinz          |
| 23 | GER       | V     | Tobias Lorig       |
| 25 | Luxemburg | CS    | Anton Bozic        |
| 26 | Belgium   | V     | Christian Albrecht |
| 30 | GER       | K     | Marc Pleiming      |
| 31 | Luxemburg | V     | Dario Maric        |

## Külső hivatkozások
- Hivatalos weboldal (franciául)
- Adatlapja az uefa.com-on (angolul)